# École de Wurtzbourg
L’École de Wurtzbourg désigne une tendance en psychologie basée sur les travaux d'Oswald Külpe, Karl Marbe, August Messer, Narziß Ach, Karl Bühler et Otto Selz sur la base de la psychologie de la pensée apparue lors de la création des premiers instituts de recherche en psychologie au début du XXe siècle. Ses recherches portent sur la pensée, le jugement, la volonté et l'attention.
Dans l'enseignement de l'école de Wurtzbourg, sa propre expérience sous la forme d'une auto-observation systématique est considérée comme une source fondamentale de connaissances psychologiques. La méthode essentielle est l'enregistrement expérimental des processus cognitifs à l'aide de la rétrospective (introspection rétrospective). On examine notamment les associations et les processus de pensée déclenchés par des stimuli donnés. Une découverte importante est le contrôle déterminé et en partie inconscient de la pensée humaine. En raison de l'inclusion de processus intellectuels supérieurs, l'approche méthodique de l'école de Wurtzbourg est critiquée par Wilhelm Wundt comme non scientifique. Néanmoins, l'école de Wurtzbourg et la psychologie de la pensée créent des bases importantes pour la révolution cognitiviste. Leurs méthodes sont notamment redécouvertes dans la théorie de l'attribution.
L’École de Wurtzbourg est commémorée depuis 2005 avec l'attribution du prix Oswald-Kulpe, décerné à des scientifiques qui ont étudié expérimentalement des processus mentaux supérieurs.